# Philip Hauge Abelson
Philip Hauge Abelson (anglès: Philip Abelson)  (Tacoma, 27 d'abril de 1913 - Bethesda, 1 d'agost de 2004) va ser un físic nuclear nord-americà, editor científic, i escriptor de divulgació científica.

## Biografia
Philip H. Abelson va néixer el 1913 a Tacoma, Washington. Va assistir a la Universitat Estatal de Washington, on va obtenir els graus de química i de física, i posteriorment a la Universitat de Califòrnia, Berkeley (UC Berkeley), on va obtenir el seu doctorat en física nuclear.
Carrera professional
Com a jove físic, va treballar per a Ernest Lawrence en la UC Berkeley. Va ser un dels primers científics americans a verificar la fissió nuclear en un article enviat a Physical Review al febrer de 1939. A més, va col·laborar amb el Premi Nobel Luis Walter Álvarez en els inicis de la recerca nuclear, i va ser co-descobridor del neptuni el 8 de juny de 1940 amb Edwin McMillan. McMillan va ser guardonat amb el Premi Nobel per aquest descobriment, al costat del d'altres elements.
Abelson va ser un personatge clau en el desenvolupament del projecte Manhattan durant la Segona Guerra Mundial. A pesar que no estar associat formalment al projecte de la bomba atòmica, la tècnica de separació d'isòtops per difusió tèrmica en fase líquida. que ell va desenvolupar en les instal·lacions de la Marina de Filadèlfia es va utilitzar en la planta S-50 de Oak Ridge, Tennessee, i va resultar ser un pas crític en la creació de grans quantitats de combustible nuclear necessari per a la construcció de bombes atòmiques.
Després de la guerra, va dirigir la seva atenció a l'aplicació de l'energia nuclear per a la propulsió naval marina, sota la direcció de Ross Gunn. Encara que no està escrit en un nivell d'enginyeria de disseny, va escriure el primer informe físic que detalla com un reactor nuclear podria ser instal·lat en un submarí, per proporcionar propulsió i energia elèctrica. El seu informe va anticipar el paper del submarí nuclear com a plataforma de llançament de míssils. Aquest concepte va ser recolzat més tard per l'almirall Hyman G. Rickover i altres. Sota la direcció de Rickover, el concepte es va fer realitat en forma del prototip USS Nautilus (SSN-571), el primer submarí nuclear al món.
Des de 1951 fins a 1971 va exercir com a director del Laboratori Geofísico de l'Institut Carnegie de Washington, i com a president des de 1971 a 1978. De 1962 a 1984 va ser editor de Science, una de les revistes acadèmiques més prestigioses, i va ocupar el lloc d'oficial executiu en funcions el 1974, 1975 i 1984. Des de 1972 fins a 1974 va ser nomenat president de la Unió Geofísica Americana.

### Opinions sobre la Ciència
Abelson va ser ben conegut per les seves franques opinions sobre la ciència. En un editorial publicat el 1964 en la revista Science, Abelson va identificar l'excés d'especialització en la ciència com una forma d'intolerància. Va exposar la seva opinió que la pressió cap a l'especialització al principi dels estudis de llicenciatura i la intensificació durant els programes doctorat té l'efecte sobre els estudiants d'induir-los a pensar que la seva àrea d'especialització és la més important, fins a l'extrem de considerar que altres activitats intel·lectuals no valen gens. Va arribar a la conclusió que tal excés d'especialització conduïa a l'obsolescència del propi treball personal, sovint a través d'enfocar-se sobre aspectes trivials d'un camp, i que l'evitació d'aquesta intolerància era essencial per orientar la direcció del treball científic de cadascun.
En un article de 1965, va descriure el seu treball en paleobiologia i va aportar proves d'aminoàcids recuperats de centenars de fòssils amb milions d'anys d'antiguitat. Sobre la base dels seus experiments, va estimar que l'alanina es mantindria estable durant milers de milions d'anys.
Tal vegada la seva obra més famosa d'aquest període és un editorial titulat "Ja n'hi ha prou de pessimisme" ("N'hi ha prou de pessimisme, que només condueix a la paràlisi i la decadència"), que es va convertir en el títol d'una col·lecció de 100 assajos.

### Preocupacions sobre l'energia i els seus efectes ambientals
Durant la dècada de 1970 va començar a interessar-se pel problema del subministrament energètic mundial. Entre els seus llibres sobre el tema estan: Energia per al futur (Energy for Tomorrow, 1975), a partir d'una sèrie de conferències a la Universitat de Washington, i Energia II: conservació, ús i subministrament (Energy II: Use Conservation and Supply). Va assenyalar les possibilitats de la mineria de les sorres bituminoses d'Atabasca, així com dels esquists bituminosos de les muntanyes Rocoses de Colorado. A més va impulsar la conservació i un canvi d'actitud cap al transport públic.
Després de 1984, va romandre associat a la revista Science. Alguns han afirmat que va ser escèptic a principis de la causa de l'escalfament global, sobre la base d'un editorial en la revista del 31 de març de 1990 on diu: "Si s'analitza la situació de l'escalfament global aplicant les normes consuetudinàries d'Investigació Científica s'ha de concloure que és més un mite que una realitat".
No obstant això, el 1977 en un informe sobre Energia i Medi ambient del Consell Nacional de Recerca dels Estats Units, va escriure: "L'important no és que hi hagi diferències en els models, sinó que l'interval d'acord per al nivell de diòxid de carboni atmosfèric en l'última part del segle XXII abasta valors de quatre a vuit vegades més grans. La nostra millor comprensió de la relació entre l'augment del diòxid de carboni a l'atmosfera i el canvi en la temperatura global suggereix un augment corresponent a la temperatura mitjana mundial de més de 6 ° C, amb augment de la temperatura polar de fins a tres vegades aquesta xifra. Això excediria amb molt les fluctuacions de temperatura dels últims milers d'anys i, molt probablement, durant aquest procés, s'origini un impacte molt significatiu en la precipitació global. Philip H. Abelson, Thomas F. Malone, copresidents, Comitè d'Estudi de Geofísica."
Abelson va morir l'1 d'agost del 2004, de complicacions respiratòries després d'una breu malaltia. Va estar casat amb Neva Abelson, una distingida investigadora mèdica, que va codescobrir el test del factor Rh de la sang (amb Louis K. Diamond). La seva filla, Ellen Abelson Cherniavsky, va treballar com a investigadora sobre aviació de la corporació MITRE a Virgínia.

## Premis
Abelson va rebre diversos reconeixements importants, incloent la Medalla Nacional de Ciències el 1987, el Premi a l'Assoliment Distingit de la National Science Foundation, el Premi a l'Assoliment Científic de l'Associació Mèdica Americana, la Medalla al Servei Civil Distingit i la Medalla Waldo I. Smith el 1988. El 1992 va ser guardonat amb la Medalla de Benestar Públic, la més alta distinció de l'Acadèmia Nacional de Ciències. Va ser triat membre de l'Acadèmia Americana d'Arts i Ciències el 1958.
El mineral abelsonita, descobert en una mina de Utah el 1978, porta el seu cognom en reconeixement de la seva contribució a la geoquímica orgànica.